# Çakırhacıibrahim, Düzce
Çakırhacı İbrahim là một xã thuộc thành phố Düzce, tỉnh Düzce, Thổ Nhĩ Kỳ. Dân số thời điểm năm 2010 là 442 người.